# Rudolf Wolfer
Rudolf Wolfer (* 17. Juni 1912 in Tübingen; † 19. Juli 1994) war ein deutscher Politiker (SPD).
Wolfer besuchte die Volksschule und das Gymnasium in Sigmaringen, studierte Tierheilkunde an der Universität München und war dort vier Jahre lang für die Bergwacht aktiv. 1938 zog er nach Augsburg, wo er zunächst als Huforthopäde im Regierungsbezirk Schwaben arbeitete. Im Zweiten Weltkrieg war er Chefveterinär einer Heeres-Lehrschmiede. 1948 beteiligte er sich am Bau der Staatlichen Hufbeschlagschule sowie der Landesfachschule des bayerischen Schmiedehandwerks in Augsburg, wo er besonders handwerkspolitisch aktiv war.
Auch im Gartenwesen war Wolfer beschäftigt: 1956 wurde er Vorsitzender der Augsburger Kleingärtner, er war zudem in den geschäftsführenden Gremien des Bundes- und des bayerischen Landesverbandes für das Kleingartenwesen tätig. 1957 gründete er die Arbeitsgemeinschaft Grüner Kreis für Augsburg und Umgebung, deren erster Vorsitzender er war. Als einer der Ersten in Bayern beschäftigte er sich mit den Themen Umweltschutz, Schaffung von Naherholungsgebieten und Landschaftspflege.
1960 zog er in den Augsburger Stadtrat ein. Schwerpunkte seiner dortigen Tätigkeit waren Personal- und Finanzwesen sowie Kultur. Von 1968 wurde er als Amtstierarzt eingesetzt. 1970 wurde er in den Bayerischen Landtag gewählt. Er legte sein Mandat nach rund einem Jahr nieder. Für ihn rückte Ludwig Jaud (SPD) nach.